# Vilde Frang
Vilde Frang (Oslo, 19 de agosto de 1986) es una violinista noruega.

## Biografía
Vilde Frang estudió primero en el Barratt Due Music Institute de Oslo, con Kolja Blacher, y después en la Musikhochschule de Hamburgo y en la Academia de Kronberg con Ana Chumachenco.
A los 10 años realizó su debut con la Orquesta de la Radio de Noruega. Fue invitada a la edad de 12 años por el director de orquesta Mariss Jansons para hacer su debut con la Orquesta Filarmónica de Oslo, y actúa desde entonces con importantes orquestas, como la Hallé de Mánchester, Orquesta de Cámara Mahler, la Orquesta Filarmónica Checa, la Orquesta Sinfónica de la WDR de Colonia, la Orquesta de la Tonhalle de Zúrich, la Konzerthausorchester de Berlín o la Sinfónica NHK de Tokio. Ha hecho varias giras con la Orquesta Filarmónica de la BBC.
Vilde Frang toca también al lado de Gidon Kremer y Yuri Bashmet en el Chamber Music Connects the World Festival, con Martha Argerich, Renaud Capuçon y Gautier Capuçon en el Festival de Chambéry, así como al lado de Leif Ove Andsnes y Truls Mørk en Noruega.
Actuó con la violinista Anne-Sophie Mutter en 2007 y 2008, en el marco de una gira por Europa y Estados Unidos, donde interpretan juntas el concierto para 2 violines de Bach con la Camerata Salzburgo. En 2007 Frang debutó con la Orquesta Filarmónica de Londres.
Sobre su primera grabación, Vilde Frang comentó:
Recientemente he grabado los conciertos de Sibelius y Prokofiev con EMI, un trabajo que ha sido muy emocionante para mí porque ambas piezas son obras que yo verdaderamente adoro tocar y con las que tengo una relación muy especial. Sibelius, en concreto, presenta un modo muy difícil, con una manera de escribir muy propia de los países del norte, lo cual hace también que encuentre su música muy romántica y pasional. Prokofiev es muy distinto. Hace uso de todos los elementos y características propias de la música rusa.
En 2012, Vilde Frang actúa por primera vez con la Orquesta Filarmónica de Viena bajo la dirección de Bernard Haitink, con ocasión del Festival de Lucerna.
Vilde Frang ha tocado con un violín de Jean-Baptiste Vuillaume de 1864 y ahora actúa con un Stradivarius ‘Engleman’, que data de 1709, y que le presta la Nippon Music Foundation. Graba entre otros sellos para Warner Classics.

## Discografía
- 2010 – Prokófiev y Sibelius : Conciertos para violín, Humoresques - WDR Sinfonieorchester Köln, dir. Thomas Sondergard (2010, EMI Classics) (OCLC 895197608)
- 2011 – Bartók, Grieg, Strauss : Sonatas para violín y piano - Michail Lifits, piano (17-20 de octubre de 2010, EMI Classics) (OCLC 890656346)
- 2012 – Tchaïkovski, Nielsen : Conciertos para violín y orquesta Orquesta sinfónica de la radio danesa, dir. Eivind Gullberg Jensen (29-31 de agosto de 2011, EMI Classics 6 02570 2) (OCLC 800458503)
- 2015 – Mozart : Conciertos para violín y orquesta 1 & 5, Symphonie Concertante - Maxim Rysanov (viola), Ensemble Arcangelo & Jonathan Cohen (3-5 de abril de 2014, Warner Classics) (OCLC 905365380)
- 2016 – Britten, Concierto para violín & Korngold, Concierto para violín Orquesta Sinfónica de la Radio de Frankfurt & James Gaffigan (30 de junio–2 de julio/28 de agosto de 2015, Warner Classics), (OCLC 939555820)[5]

- 2017 -- Homage (2017). Con José Gallardo (piano). Warner Classics
- 2018 -- Bartók, Concierto para Violín No.1 & Enescu Octeto. Con la Orchestre Philharmonique de Radio France, Mikko Franck (director), Erik Schumann, Gabriel Le Magadure, Rosanne Philippens, violines; Lawrence Power, Lily Francis, violas; Nicolas Altstaedt y Jan-Erik Gustafsson, chellos. Warner Classics
- 2019 -- Veress: String Trio & Bartók: Piano Quintet (2019). con Barnabás Kelemen, violín; Katalin Kokas y Lawrence Power, violas; Nicolas Altstaedt, chello y Alexander Lonquich, piano. Alpha
- 2019 -- Paganini & Schubert: Obras para violín y piano (2019). con Michail Lifits (piano). Warner Classics

## Reconocimientos
- 2016 -- ECO para Korngold & Britten: Conciertos para violín y orquesta
- 2015 – ECO para Mozart: Conciertos para violín y orquesta
- 2013 – ECO para Tchaikovski & Nielsen: Conciertos para violín y orquesta
- 2012 – Credit Suisse Young Artist Award
- 2011 – Classic BRIT Newcomer Award para Prokófiev & Sibelius: Conciertos para violín y orquesta
- 2011 – ECO para Grieg, Bartòk, R.Strauss: Sonatas para violín y orquesta
- 2011 – WEMAG-Solistenpreis
- Danish Queen Ingrid's Honorary Award
- 2007 – Prins Eugens Kulturpris
- 2007 – Grand Prize of the Ritter Stiftung Hamburg
- 2003 – Sonnings Music Fund